# Yusuke Hoshino
Yusuke Hoshino (星野 有亮 Hoshino Yusuke?), född 12 maj 1992 i Tokyo prefektur, är en japansk fotbollsspelare.
Hoshino började sin karriär 2015 i Zweigen Kanazawa. 2018 flyttade han till Gainare Tottori.